# Carduus affinis
Carduus affinis là một loài thực vật có hoa trong họ Cúc. Loài này được Guss. mô tả khoa học đầu tiên năm 1826.